# Kaylyn Kyle
Kaylyn McKenzie Kyle (Saskatoon, Saskatchewan, Canadá; 6 de octubre de 1983) es una presentadora de fútbol y exfutbolista canadiense. Jugaba como centrocampista y su último equipo fue el Orlando Pride de la National Women's Soccer League de Estados Unidos.

## Clubes
| Club                 | País           | Año         |
| -------------------- | -------------- | ----------- |
| Vancouver Whitecaps  | Canadá         | 2006 - 2008 |
| Piteå IF             | Suecia         | 2009        |
| Vancouver Whitecaps  | Canadá         | 2010 - 2012 |
| Seattle Reign F.C.   | Estados Unidos | 2013        |
| Boston Breakers      | Estados Unidos | 2014        |
| Houston Dash         | Estados Unidos | 2014        |
| Portland Thorns F.C. | Estados Unidos | 2015        |
| Orlando Pride        | Estados Unidos | 2016        |

## Palmarés

### Campeonatos internacionales
| Título           | Equipo              | Sede    | Año  |
| ---------------- | ------------------- | ------- | ---- |
| Juegos Olímpicos | Selección de Canadá | Londres | 2012 |